# Börje Steenberg
Karl Börje Steenberg, född 6 augusti 1912 i Maria Magdalena församling i Stockholm, död 17 januari 2015 i Matteus församling i Stockholm, var en svensk kemist och professor i pappersteknik vid KTH.

## Biografi
Steenberg disputerade 1944 vid Stockholms högskola på avhandlingen Adsorption and Exchange of Ions on Activated Charcoal. Åren 1949–1979 var han professor i pappersteknik vid Kungliga Tekniska högskolan. Han fick då KTH:s studentkårs Demostenespris som högskolans bästa föreläsare. Åren 1968–1974 var han vice generaldirektör i FAO och chef för dess skogsdivision. År 2009 kom hans självbiografi Nytta med nöje - Minnen och meningar, som förutom hans minnen inklusive flera humoristiska anekdoter innehåller åsikter om skogsindustrin. 
Steenbergs forskning ledde fram till utveckling av silnings- och malningsprocesser för pappersmassa, vilka avsevärt förbättrade kvaliteten hos papperet. Parallellt med den akademiska karriären var Börje Steenberg konsult åt pappersindustrin. Han hade långtidsåtaganden åt SCA, Stora Kopparberg, Mo och Domsjö, Korsnäs, Fiskeby, Feldmühle (i Tyskland) och Union (i Norge). 
Steenberg var ledamot av flera akademier, såsom Ingenjörsvetenskapsakademien, Kungl. Svenska Skogs- och Lantbruksakademien, Akademin för tekniska vetenskaper i Finland, Accademia Italiana di Scienze Forestali, International Academy of Wood Science och New York Academy of Sciences.
Börje Steenberg var kommendör av Nordstjärneorden och tilldelades 1991 Konungens medalj i 12:e storleken i Serafimerband. År 1961 tilldelades han Mitscherlich-medaljen från Zellcheming (Tyskland), 1962 Ekmanmedaljen från SPCI samt 1970 TAPPI:s guldmedalj från Technical Association of the Pulp and Paper Industry (USA). Han utnämndes även till skoglig hedersdoktor vid Lantbruksuniversitetet.
Han fick plats i Paper International Hall of Fame i Appleton, Wisconsin i USA 2001 och han utsågs till ”Father of Modern Paper Science” av US Forest Products Laboratory i Madison, Wisconsin i USA 2002. Han var också hedersledamot av Stockholms Universitets Studentkår.